# Hrvatski latinisti
Hrvatski latinisti autori su književnih djela na latinskome, rodom Hrvati ili djelovanjem povezani s povijesnim prostorima Hrvatske.
Do polovice XIX. stoljeća latinski je bio ravnopravan jezik hrvatske književnosti (i službeni jezik Hrvatskog sabora do 23. listopada 1847.). Prebrojimo li tiskane naslove hrvatskih autora, naći ćemo da su u periodu "stare" hrvatske književnosti hrvatski autori objavili dvostruko više latinskih knjiga nego li onih na maternjem jeziku.
Hrvatsku književnost na latinskom možemo prikazati na nekoliko načina: kronološki, po književnim vrstama, po autorima.  Ovdje će osnovni okvir biti kronološki, potom žanrovski, tek onda autorski.  Za drugačiji pristup, po prostoru i autorima, vidi članak Hrvatski latinizam.

## Počeci: rani srednji vijek
Hrvati su se doselili na područje koje je pripadalo nekadašnjem Rimskom Carstvu, te je obilovalo latinskim epigrafskim spomenicima.  Romansko stanovništvo naših krajeva — osobito u urbanim središtima uz more — također je omogućavalo Hrvatima kontakt s nekom varijantom latinskog jezika.  Najjači je prvobitni utjecaj latinskoga svakako vezan s pokrštavanjem i vezivanjem uz Katoličku Crkvu, sredinom VII. st.  Do IX. st. na hrvatskim dvorovima latinski je već ustaljen službeni jezik, jezik komunikacije s Rimskom kurijom, jezik isprava i javnih natpisa (usp. pismo pape Ivana VIII knezu Branimiru, od 7. lipnja 879.).

## Visoko i kasno srednjovjekovlje
U srednjovjekovnom hrvatskom latinitetu prevladavaju pravni i administrativni tekstovi. Takvi su, na primjer, Zapisnik splitskog sinoda, nakon 917.; povelje Petra Krešimira IV. iz 1066. i 1069.; Zlatna bula Andrije II. iz 1222. — temeljni zakon hrvatskog ustava; međunarodni sporazumi (Pacta conventa iz 1102.); zapisnici saborskih sjednica (npr. one u Zagrebu, 20. travnja 1273.).
Prvi su autori književnih djela redom pisci povjesnica: Splićani Toma Arhiđakon (1200.–1268.) i Miha Madijev Barbazanis (1280.–1350.), anonimni pisac kronike Obsidio Iadrensis ("Opsada Zadra"), te Zadranin Pavao Pavlović (Paulus de Paulo, 1347.–1416.).
Teološki je pisac zadarski nadbiskup Nikola Matafar (umro 1367.).
Filozof Herman Dalmatinac (oko 1110.–nakon 1143.) školovao se u katedralnoj školi u Chartresu, te prevodio na latinski s arapskoga; Juraj iz Slavonije (u. 1416.) kanonik je u Toursu i autor djela "De virginitate servanda" ("O čuvanju djevičanstva").
Novolatinski je pisac bio šibenski biskup Ivan Štafilić.
Latinisti Juraj Dragišić, Ivan Ančić, Lovro Sitović se u Bosni i Hercegovini pojavljuju od 15. do sredine 19. stoljeća.

## Humanizam(XV. i XVI. stoljeće)
Zanimanje za antiku hrvatski humanisti najprije pokazuju prepisujući i tumačeći antičke natpise.  Prvi su takvi epigrafičari Zadranin Juraj Benja (u. 1437.) i Trogiranin Petar Ćipiko (u. 1440.), koji su ujedno i među prvim sakupljačima antičkih natpisa u Europi.  Ćipikov antikvarski interes potvrđuje i činjenica da se u njegovoj zbirci našao i tzv. Codex Traguriensis (nastao 1423.), rukopis svjetski glasovit po tome što sadrži jedini cjeloviti prijepis Petronijeve Trimalhionove gozbe, najopsežnije sačuvane epizode Satirikona.

### Pjesništvo
U latinskome pjesništvu hrvatskog humanizma istaknute su književne vrste ep, elegija i epigram.

#### Ep
Dubrovčanin Jakov Bunić (1469.–1534.) autor je najstarijeg epa hrvatske književnosti, kratkoga spjeva De raptu Cerberi ("Otmica Kerbera", oko 1490.).  Pripovijest o Herkulovu silasku u podzemlje, odakle mora dovesti strašnoga psa Kerbera kod Bunića je ujedno i kršćanska alegorija: Herkul je figura Krista, a Tezej (koga Herkul usput spašava) jest čovjek, odnosno ljudski rod.  Bunić je objavio još jedan, opsežniji, ep religijske tematike, De vita et gestis Christi ("Kristov život i djela", 1526.).
Šibenčanin Ivan Polikarp Severitan (1472.–oko 1526.) napisao je ep u tri pjevanja Solimais ("Pjesma o Jeruzalemu", 1509.), te epski uobličenu povijest talijanske vladarske obitelji Da Montefeltro, vojvoda Urbina, njegovih mecena
(Feretreis, "Feretreida", 1522.).
Dubrovčanin Damjan Beneša/Damjan Benešić (1477.–1539.), mlađi od Bunića, a na njegovu tragu, autor je velikoga epa De morte Christi ("Kristova smrt"); ep je ostao u rukopisu, te je objavljen tek u najnovije doba (2006.).
Najglasovitiji ep hrvatskog humanizma svakako je Davidias ("Davidijada") Marka Marulića; djelo je nađeno i prvi put objavljeno tek u XX. stoljeću.  I ovaj ep pripada religiozno-alegorijskoj tradiciji, pripovijedajući o biblijskom kralju Davidu i naknadno (u proznom tekstu Tropologica Davidiadis expositio, "Tropološko tumačenje Davidijade") tumačeći Davida kao pralik Krista.
Posebna se skupina epova bavi zavičajnom poviješću; takvi su nedovršeni epilij De Epidauro ("O Dubrovniku") Ilije Crijevića (1463.–1520.), te Descriptio Ascriviensis urbis ("Opis grada Kotora") Ivana Bolice (ili Bone, oko 1520.–1572.).

#### Elegija
Elegija hrvatskog humanizma medij je pripovijedanja, samoprikazivanja, tužaljke, pa i ljubavne ispovijesti.
Elegije Jana Panonija (1434.–1472.), latinista s hrvatskog sjevera i jednog od najslavnijih latinskih pjesnika XV. stoljeća, češće su autorefleksivne, autobiografske i pripovjedne, negoli ljubavne (pa i kad jesu ljubavne, ljubavnik nije Panonije).
Šibenčanin Juraj Šižgorić (oko 1445.–1509.) autor je prve tiskom objavljene pjesničke knjige u hrvatskoj književnosti: Elegiarum et carminum libri tres ("Tri knjige elegija i pjesama", 1477.).
Dubrovčanin Karlo Pucić (možda 1458.–1522.) svoj Elegiarum libellus de laudibus Gnesae puellae ("Knjižica elegija o pohvalama djevojke Gneze", 1477.) spaja motive rimskih elegičara i petrarkističke lirike.
Najistaknutiji autor ljubavne elegije jest Ilija Crijević, ciklusom upućenim Rimljanki Flaviji; ostavši u rukopisu, elegije su prvi put tiskane u XX. stoljeću.
Erotička je i poezija Kotoranina Ludovika Paskalića (Carmina, "Pjesme", 1551.).

#### Epigram
Epigram, kratka pjesma, vrlo često u elegijskom distihu, prva je pjesnička vrsta koja se uvježbavala u humanističkim školama (npr. najraniji su Marulićevi pjesnički sastavci epigrami o likovima iz Ovidijevih Metamorfoza, nastali očito kao školski rad).  Epigram može služiti kao javni natpis, kao prigodna poruka (čestitka, poslanica, iskaz sućuti, molba), ali i kao autobiografski zapis; posebno mjesto pripada podrugljivim, satiričnim epigramima, često na račun aktualnih zbivanja ili osoba iz pjesnikove okoline.  U satiričnim se epigramima od hrvatskih humanista ističu Jan Panonije i Marko Marulić.

### Proza

#### Govorništvo
Držeći govore na latinskom, humanisti istupaju kao predstavnici svojih zajednica.  Tako je Šibenčanin Ambroz Mihitić (Miketić) 1458. u ime rodnog grada govorio pred mletačkim duždom Pasqualeom Malipierom; Dubrovčanin Ivan Gučetić nastupa 1493. pred hrvatsko-ugarskim kraljem Vladislavom II.
Govori se često drže povodom smrti; toj vrsti pripada prva prozna tiskana knjiga hrvatskog autora, nadgrobni govor Nikole Modruškog (1427.–1480.) za kardinala Pietra Riarija (1474.).
Govori mogu također biti i propovijedi; 1494. objavio je Rabljanin Martin Nimira korizmenu propovijed održanu pred papom Aleksandrom VI.
Političku svrhu ima govor Hvaranina i dominikanca Vinka Pribojevića De origine successibusque Slavorum ("O porijeklu i zgodama Slavena"); govor je održan u Hvaru 1525., a tiskan u Veneciji 1532.
Posebnu podskupinu političkih govora čine oni protuturski; Šimun Kožičić (Benja, oko 1460.–1536.) upozorio je 1513., na V. lateranskom koncilu, na tešku situaciju u kojoj se našla Dalmacija, da bi tri godine kasnije (1516.) govorio o pustošenju Hrvatske pred papom Lavom X. (De Corvatiae desolatione).  

Pred istim je papom 1520. govorio Stjepan Posedarski. 

Od Hadrijana VI. pomoć protiv Turaka tražili su Stjepan Brodarić (oko 1480.–1539.) i Krsto I. Frankopan Brinjski (oko 1482.–1527.). Bernardin Frankopan (1453.–1530.) govori pred njemačkim državnim saborom
(Oratio pro Croatia, "Govor za Hrvatsku", 1522.).  

Pred carem Karlom V. govorio je 1530. Vuk I. Frankopan (umro 1546.), a 1541. Franjo Frankopan (u. 1543., kaločki nadbiskup).  Na trećem zasjedanju Tridentskoga koncila (1562.–1563.) Andrija Dudić održao je pet govora u ime hrvatskog i ugarskog svećenstva, zastupajući, u ime jedinstvenog otpora kršćana protiv Turaka, blaže stajalište prema protestantima.

#### Historiografija
Turci su i važna tema povijesnih spisa.  Trogiranin Koriolan Ćipiko (1425.–1493.) pisao je o mletačkoj pomorskoj ekspediciji na Eubeju (Petri Mocenici Imperatoris gesta, "Djela vrhovnoga zapovjednika Petra Moceniga", 1477.). 

Stjepan Brodarić napisao je izvještaj o porazu na Mohačkom polju (De conflictu Hungarorum cum Solymano Turcarum imperatore ad Mohach historia verissima, "Najistinitiji prikaz bitke Ugra s turskim sultanom Sulejmanom na Mohaču", 1527.). 

O životu u turskom ropstvu pisali su Juraj Hus (oko 1510.–nakon 1566.) i Bartolomej Jurjević (Đurđević, Georgijević; oko 1506.–oko 1566.). 

Šibenčanin Antun Vrančić (1504.–1573.) putopisom Iter Buda Hadrianopolim prikazao je svoje putovanje iz Budima u Drinopolje.  O turskoj opasnosti i protuturskoj taktici i strategiji pisao je Dubrovčanin Feliks Petančić (oko 1455.–oko 1516.), uručujući svoj plan križarskog rata ugarskom kralju Vladislavu II.
Najvažnije djelo hrvatske humanističke historiografije jesu Commentarii de temporibus suis ("Komentari o vlastitom vremenu", 11 knjiga) Dubrovčanina Ludovika Crijevića Tuberona (1458.–1527.).
Bizaran dubrovački povijesni događaj — jednu suvremenu prevaru — opisuje pripovijest Frana Lucijana Gundulića (1451/52.–1505.) Baptistinus.  Ovaj je prozni tekst prije novela, nego povijest (ili povjesnica).

#### Epistolografija
Govori i historiografski zapisi ponekad bivaju uobličeni u pisma.  Takvo je pismo izvještaj ninskog biskupa Jurja Divnića (oko 1440.–1530.) o porazu u Krbavskoj bici; izvještaj, sastavljen u rujnu 1493., upućen je papi Aleksandru VI.  Marko Marulić piše "otvoreno pismo" papi Hadrijanu VI. o turskim opasnostima (1522.).
Zbirke pisama koristile su se kao uzorci i primjeri dobrog stila; one su ujedno zanimljiv izvor povijesne i kulturne građe.  Takve su zbirke Ivana Viteza od Sredne (1405.–1472.), ostrogonskog nadbiskupa i tajnika Matije Korvina, te zbirka od preko 1000 pisama Antuna Vrančića.

#### Priručnici
Jezične priručnike objavljuju Šibenčanin Ivan Polikarp Severitan i Trogiranin Šimun Aretofil (umro polovicom XVI. st).

Faust Vrančić (1551.–1567.) autor je prvog tiskanog rječnika iz pera hrvatskog autora; rječnik, tiskan u Mletcima 1595., zove se Dictionarium quinque nobilissimarum Europae linguarum. 

Protestantski filolog Matija Vlačić Ilirik, tumačeći Sveto pismo (Clavis scripturae sacrae, "Ključ za Sveto pismo", 1567.) postavio je temelje moderne hermeneutike, znanosti o tumačenju.

## "Galantno" osamnaesto stoljeće: drugi vrhunac hrvatskog latiniteta
Hrvatski velikan ovog razdoblja je Hrvat iz Ugarske Emerik Pavić, pripadnik budimskog kruga hrvatskih franjevačkih pisaca.